# Apsilochorema nilgri
Apsilochorema nilgri is een schietmot uit de familie Hydrobiosidae. De soort komt voor in het Oriëntaals gebied.